# Eduard Gerhard
Friedrich Wilhelm Eduard Gerhard (29 de novembre de 1795 - 12 de maig de 1867) fou un arqueòleg alemany, expert en l'art de l'antiga Grècia i de l'antiga Roma.
El 1824, junt amb Theodor Panofka va fer la primera descripció científica del Museu de Nàpols.
El 1843 fou nomenat catedràtic d'arqueologia a la Universitat de Berlín. Gerhard contribuí amb Platner et al. a Beschreibung der Stadt Rom (Descripció de la ciutat de Roma, 1829), a més d'un gran nombre de treballs arqueològics a diaris, a Annali de l'Institut de Roma i a Transactions de l'Acadèmia de Berlín, i diversos catàlegs il·lustrats de l'antiga Grècia, Antiga Roma i altres antiguitats dels Museus de Berlín, Nàpols i del Vaticà.
- Rapporto intorno i vasi Volcenti (1831)
- Antike Bildwerke (Stuttgart, 1827-1844)
- Auserlesene griechische Vasenbilder (1839—1858)
- Griechische und etruskische Trinkschalen (1843)
- Etruskische und campanische Vasenbilder (1843)
- Etruskische Spiegel (4 v. 1843–68; 5º v. de Klugmann et al. 1897)
- Apulische Vasen (1846)
- Trinkschalen und Gefässe (1850)
- Hyperboreisch-römische Studien (v. i. 1833; v. ii. 1852)
- Prodromus mythologische Kunsterklärung (Stuttgart i Tübing, 1828)
- Griechische Mythologie (1854-1855)
- Gesammelte akademische Abhandlungen und kleine Schriften, publicat pòstumament (2 v. Berlín, 1867)